# John Håkansson
John Carl Erik Håkansson, född 28 mars 1998, är en svensk fotbollsmålvakt som spelar för Lindås-Långasjö FF. 

## Karriär
Håkansson blev yngste målvakt i allsvenskan genom tiderna då han fick ersätta den tilltänkta reservmålvakten Lars Cramer då denna insjuknade kort föra matchstart på hemmamatchen mot Djurgården 21 september 2014 och ordinarie målvakten Ole Söderberg var avstängd. Håkansson fick en mardrömsstart när han efter 19 minuters spel tappade in Jesper Arvidssons frispark från 25 meter i en match som Djurgården vann 4–0.
John Håkansson kom till Kalmar 2012 från Lindås BK.
I januari 2018 lånades Håkansson ut till division 1-klubben Åtvidabergs FF. I december 2018 gick Håkansson till division 4-klubben Lindås-Långasjö FF. Han spelade 17 matcher under säsongen 2019.